# Vilnius
För andra betydelser, se Vilnius (olika betydelser).
Vilnius (litauiskt uttal: [ˈvʲɪlʲnʲʊs]

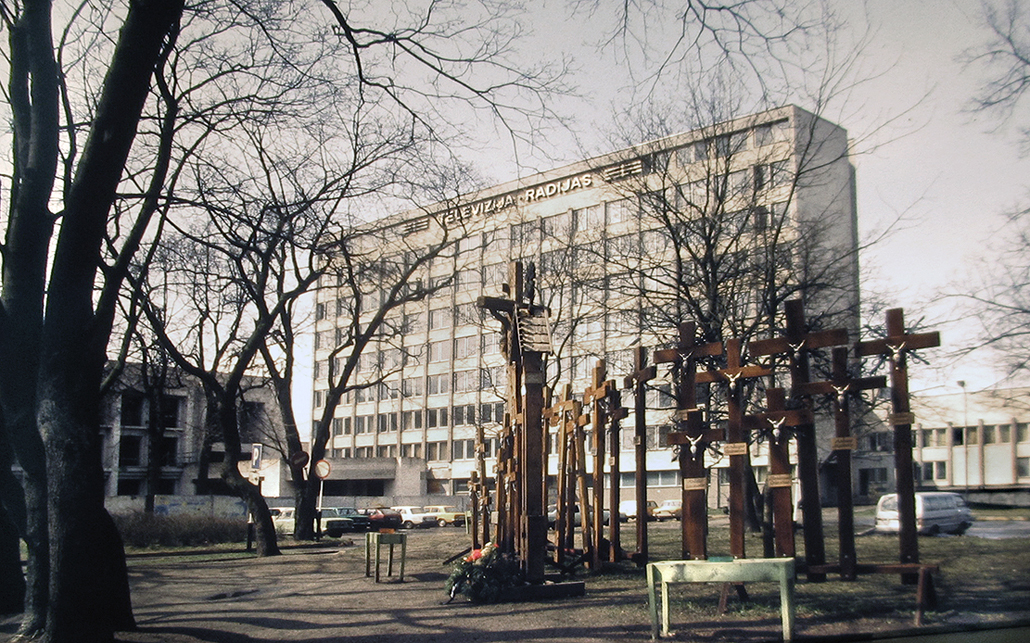
TV- och radiohuset i Vilnius.

 ( lyssna)), äldre Vilna, även Vilnia, (polska: Wilno; tyska: Wilna; jiddisch: ווילנע,Vilne) är Litauens huvudstad och landets största stad med 538 747 invånare (2018). Sedan unionen mellan Polen och Litauen (1385–1795) kom staden att spela en viktig roll även inom den polska kulturen. Vilnius är beläget i sydöstra Litauen, där floderna Vilnia (Vilnelė) och Neris flyter samman. 
Före andra världskriget beboddes Vilnius av många judar, därav smeknamnen "Litauens Jerusalem" och "Nordeuropas Jerusalem".
Gamla staden i Vilnius upptogs 1994 på världsarvslistan och staden var 2009 europeisk kulturhuvudstad.

## Namn
Vilnius har haft flera olika namn på olika språk under sin historia. På polska heter staden Wilno, på vitryska Вiльня (Vilnia), på tyska Wilna, på jiddisch וו’לנע  (Vilne) och på lettiska Viļņa. Ett äldre ryskt namn på staden är Вильно (Vilno), även om Вильнюс (Vil'njus) idag är mer förekommande. Namnen Wilno och Vilna har också använts i äldre engelska och franska publikationer.
Det tros att Vilnius fått sitt namn efter floden Vilnia, som korsar staden.

## Historia
Exakt datum för när Vilnius grundades är okänt. Vilnius nämns första gången i källor år 1323. År 1387 erhöll den magdeburgiska stadsrättigheter. Stefan Batory invigde Vilnius universitet år 1579. 
I Stora nordiska kriget förstördes Vilnius av svenska trupper 1702 och 1707. Stadens återuppbyggnad bromsades av bränder 1737, 1745 och 1747. År 1795 blev Litauen och Vilnius en del av Kejsardömet Ryssland och Vilnius blev huvudstad i guvernementet Vilna. 
År 1812 intog Napoleons trupper staden. 
Polacker och litauer gjorde uppror mot det ryska styret 1831. Den ryska statsmakten såg Vilnius universitet som centrum för nationalistiska strömningar och stängde det ett år senare. Universitetet var stängt fram till slutet av första världskriget. Staden hade tidigare en stor judisk befolkning. Här fanns bland annat Europas största judiska bibliotek. Vilnius var även en viktig stad för den vitryska kulturen. 
Från september 1915 till 1918 var Vilnius och Litauen ockuperat av tyska trupper. Efter första världskrigets slut uppstod stridigheter mellan Polen och Litauen om överhögheten till Mellanlitauen där Vilnius ligger. Ryska trupper kontrollerade staden varpå Polen fick kontroll och sedan Sovjetryssland. År 1920 fick Litauen kontroll över staden efter ett fredsavtal med Sovjetryssland. Polen erkände sedan, den 7 oktober 1920, att Vilnius och Vilniusregionen tillhörde Litauen. Men redan två dagar senare, den 9 oktober 1920, tog den polska armén kontrollen över området och kallade det Mellanlitauen och såg det som en egen stat. År 1922 blev området en del av Polen som vojvodskapet Wilno. Huvudstaden i det nybildade Litauen blev då temporärt Kaunas, vilket den förblev under mellankrigstiden.

### Andra världskriget
I samband med andra världskrigets utbrott och det tyska intåget i Polen ockuperades Mellanlitauen av sovjetiska styrkor enligt Molotov-Ribbentrop-pakten. Detta förde i sin tur med sig att Vilnius återfördes till Litauen. När Litauen tvångsinförlivades i Sovjetunionen 1940 blev Vilnius huvudstad i Litauiska SSR. År 1941 ockuperade Nazityskland Litauen och Vilnius. Under den nazityska ockupationen skapades ett getto för den judiska befolkningen i Vilnius gamla stad och stadens judiska befolkning deporterades till koncentrationsläger eller avrättades. Tiotusentals judar avrättades i Paneriaiskogen. År 1944 intog sovjetiska trupper Vilnius och staden blev åter huvudstad i Litauiska SSR. Efter andra världskriget fördrevs Vilnius polska befolkning, som hade varit befolkningsmajoritet i staden sedan lång tid tillbaka.

### Självständighetskamp
Under Litauens kamp för självständighet ockuperade Sovjetunionen TV-tornet i Vilnius under 222 dagar. Litauiska frihetskämpar demonstrerade mot ockupationen. I våldsamheter med sovjetiska stridsvagnar under Januarihändelserna 1991 dog 14 litauiska demonstranter vid TV-tornet. En utställning om händelserna finns i tornets bottenplan och ett minnesmärke finns vid Litauens parlamentsbyggnad i Vilnius. 

### Senare år
Efter 1990 har staden som det självständiga Litauens huvudstad blivit en modern storstad. Den gamla staden har rustats upp samtidigt som nybyggnation skett med moderna höghus, bland dem Europa Tower. Ett modernt affärs- och finanscentrum bildas norr om floden Neris. Utanför stadens centrum ligger det nya stora köpcentret Akropolis. Vilnius mest känd gata är paradgatan Gedimino prospektas. År 1994 blev Gamla staden i Vilnius upptagen på Unescos världsarvslista.

## Geografi och klimat
Vilnius är beläget i sydöstra Litauen (54°41′N, 25°17′Ö) där floderna Vilnia och Neris möts.
Staden ligger 312 kilometer från Östersjön och Klaipėda, Litauens största hamnstad. Vilnius har motorvägar som kopplar samman den med flera större städer i landet, som Kaunas (102 kilometer), Šiauliai (214 kilometer) och Panevėžys (135 kilometer).
Vilnius täcker en yta av 402 km². Byggnaderna täcker 20,2 % av staden och resten utgörs av grönområden (43,9 %) och vatten (2,1 %).
Klimatet är en övergång mellan inlands- och kustklimat. Årsmedeltemperaturen är +6,1 °C; i januari är medeltemperaturen -4,9 °C och i juli +17,0 °C. Årsmedelnederbörden är 661 millimeter.
Somrarna i Vilnius kan vara mycket varma, med temperaturer på över 30 °C på dagen. Vintrarna kan bli mycket kalla, ner mot -25 °C under januari och februari.
Uppmätta normala temperaturer och -nederbörd i Vilnius:
|                                            | Jan  | Feb  | Mar  | Apr  | Maj  | Jun  | Jul  | Aug  | Sep  | Okt  | Nov  | Dec  |
| ------------------------------------------ | ---- | ---- | ---- | ---- | ---- | ---- | ---- | ---- | ---- | ---- | ---- | ---- |
| Normaldygnets maximitemperaturs medelvärde | −3,5 | −1,7 | 3,3  | 10,7 | 18,2 | 21,1 | 22,1 | 21,6 | 16,4 | 10,2 | 3,5  | −0,5 |
| Normaldygnets minimitemperaturs medelvärde | −8,7 | −7,6 | −3,8 | 1,6  | 7,5  | 10,8 | 12,3 | 11,5 | 7,7  | 3,4  | −0,9 | −5,2 |
|                                            |      |      |      |      |      |      |      |      |      |      |      |      |
| Nederbörd                                  | 41   | 38   | 39   | 46   | 62   | 77   | 78   | 72   | 65   | 53   | 57   | 55   |

| Diagram | temperaturer i °C • månadsnederbörd i mm | temperaturer i °C • månadsnederbörd i mm | temperaturer i °C • månadsnederbörd i mm | temperaturer i °C • månadsnederbörd i mm | temperaturer i °C • månadsnederbörd i mm | temperaturer i °C • månadsnederbörd i mm | temperaturer i °C • månadsnederbörd i mm | temperaturer i °C • månadsnederbörd i mm | temperaturer i °C • månadsnederbörd i mm | temperaturer i °C • månadsnederbörd i mm | temperaturer i °C • månadsnederbörd i mm | temperaturer i °C • månadsnederbörd i mm |
|         | 41 -4 -9                                 | 38 -2 -8                                 | 39 3 -4                                  | 46 11 2                                  | 62 18 8                                  | 77 21 11                                 | 78 22 12                                 | 72 22 12                                 | 65 16 8                                  | 53 10 3                                  | 57 4 -1                                  | 55 -1 -5                                 |

## Demografi
År 1796 hade Vilnius 17 500 invånare, och knappt hundra år senare, år 1885, hade befolkningen ökat till 102 845, och av dessa var de flesta judar eller polacker. Befolkningssammansättningen kom senare att förändras.
Enligt 2001 års folkräkning hade Vilnius kommun 542 287 invånare, varav 57,8 % var litauer, 18,7 % polacker, 14 % ryssar, 4 % belarusier, 1,3 % ukrainare och 0,5 % judar. De återstående procenten (3,7) tillhörde en annan nationalitet eller ville inte svara på frågan.

## Turism

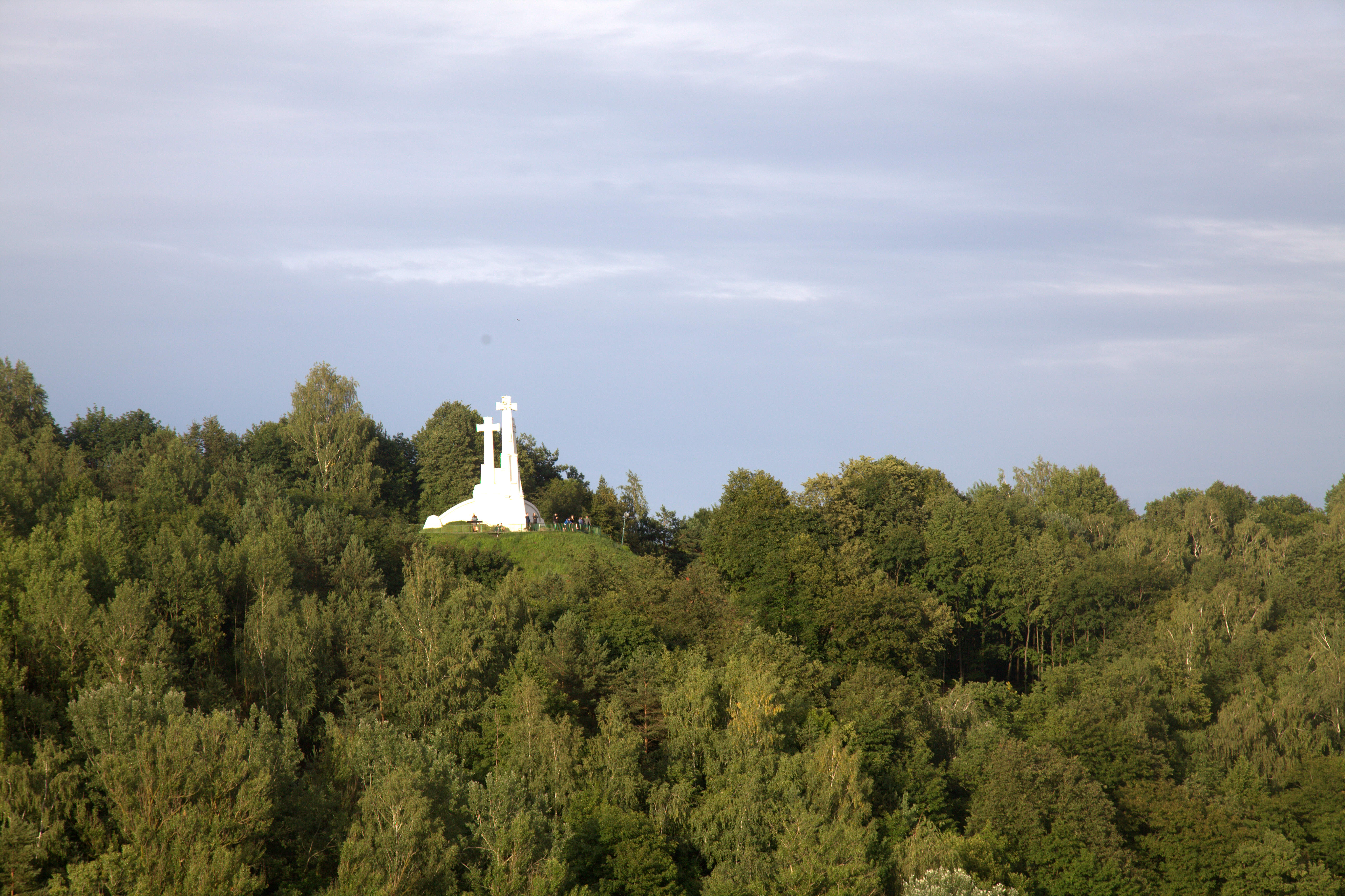
De tre korsen (Trys kryžiai) i Kalnaiparken.

Som flera andra medeltidsstäder utvecklades Vilnius kring sitt stadshus. Den främsta gatan, Pilies gatvė, går bland annat förbi guvernörspalatset och stadshuset. Det finns omkring fyrtio kyrkor i staden.
Gamla stan i Vilnius är en av de största i Europa (3,6 km²) och stadens främsta historiska och kulturella platser finns i detta område. Områdets cirka 1 500 byggnader uppfördes under flera århundraden, vilket har medfört en rik arkitektonisk variation. Trots att Vilnius kallas för en barockstad finns exempel på gotisk arkitektur, renässans och andra byggnadsstilar. Bland de främsta sevärdheterna i staden finns Gediminastornet (Gedimino bokštas) och Katedraltorget (Katedros aikštė).

### Sevärdheter
- Litauens nationalmuseum
- Gedimino prospektas
- Seimas
- TV-tornet
- Presidentpalatset
- Užupis
- Gedimino-kullen
- Klocktornet
- Rådhuset

## Ekonomi
Vilnius är Litauens ekonomiska centrum och ett av de största finansiella centra i de baltiska länderna. Vilnius har runt 17% av Litauens invånare och staden genererar runt 40% av Litauens BNP. Under 2017 var stadens BNP per capita, baserat på köpkraftsparitet $44 132 vilket var 1,5 gånger högre än Litauens genomsnitt och över EU:s medelvärde. 
Många högkvalificerade jobb utlokaliseras till Vilnius från utländska företag, bl.a. Swedbank, Telia, SEB, Barclays, Danske Bank, Lidl, osv. Det finns också många "shared service centers" i Litauens huvudstad. Kontorsbaserade tjänster koncentreras ofta nära höghusen i stadsdelen Šnipiškės.

Swedbanks litauiska huvudkontor
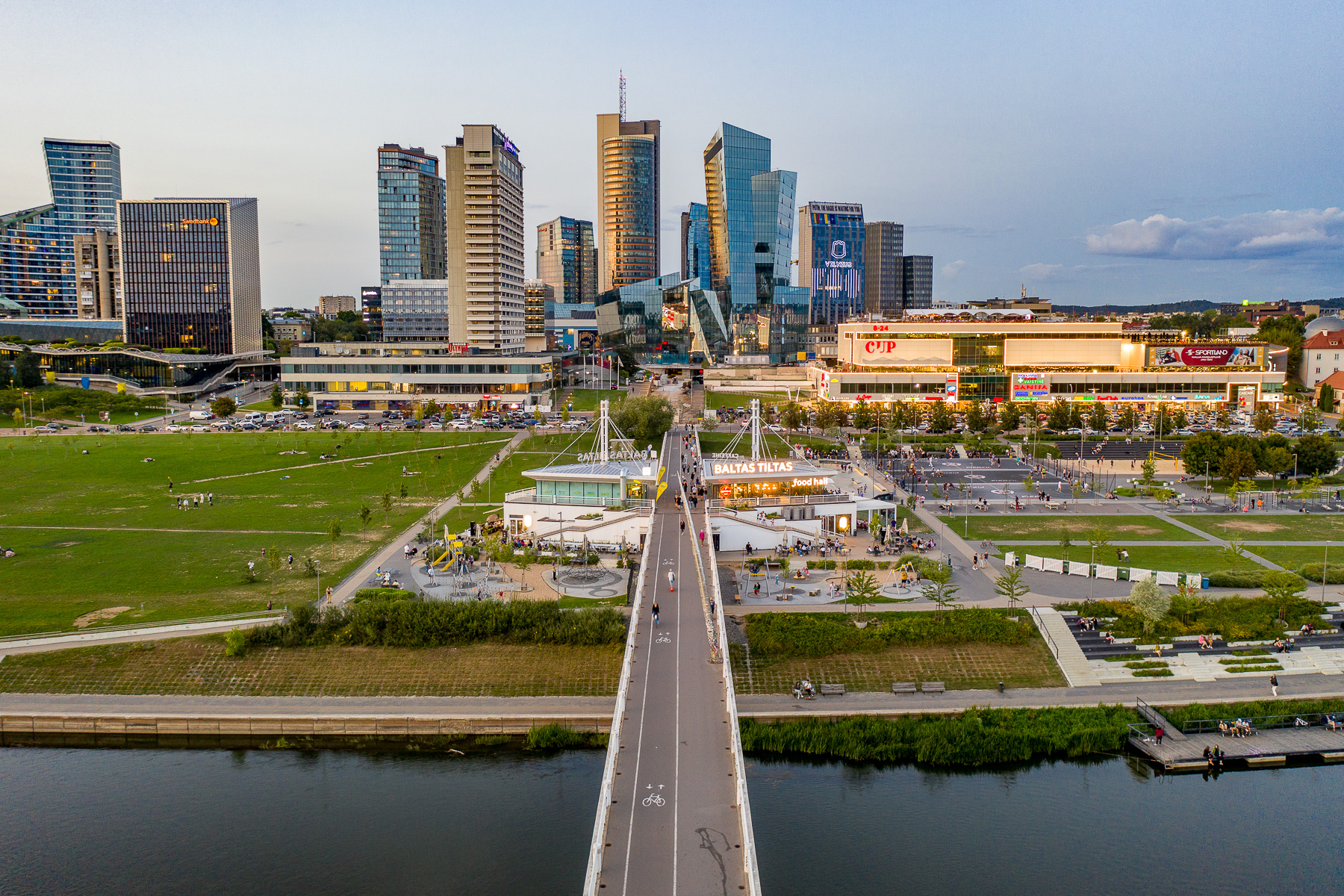
Vilnius finanscentrum

## Transport

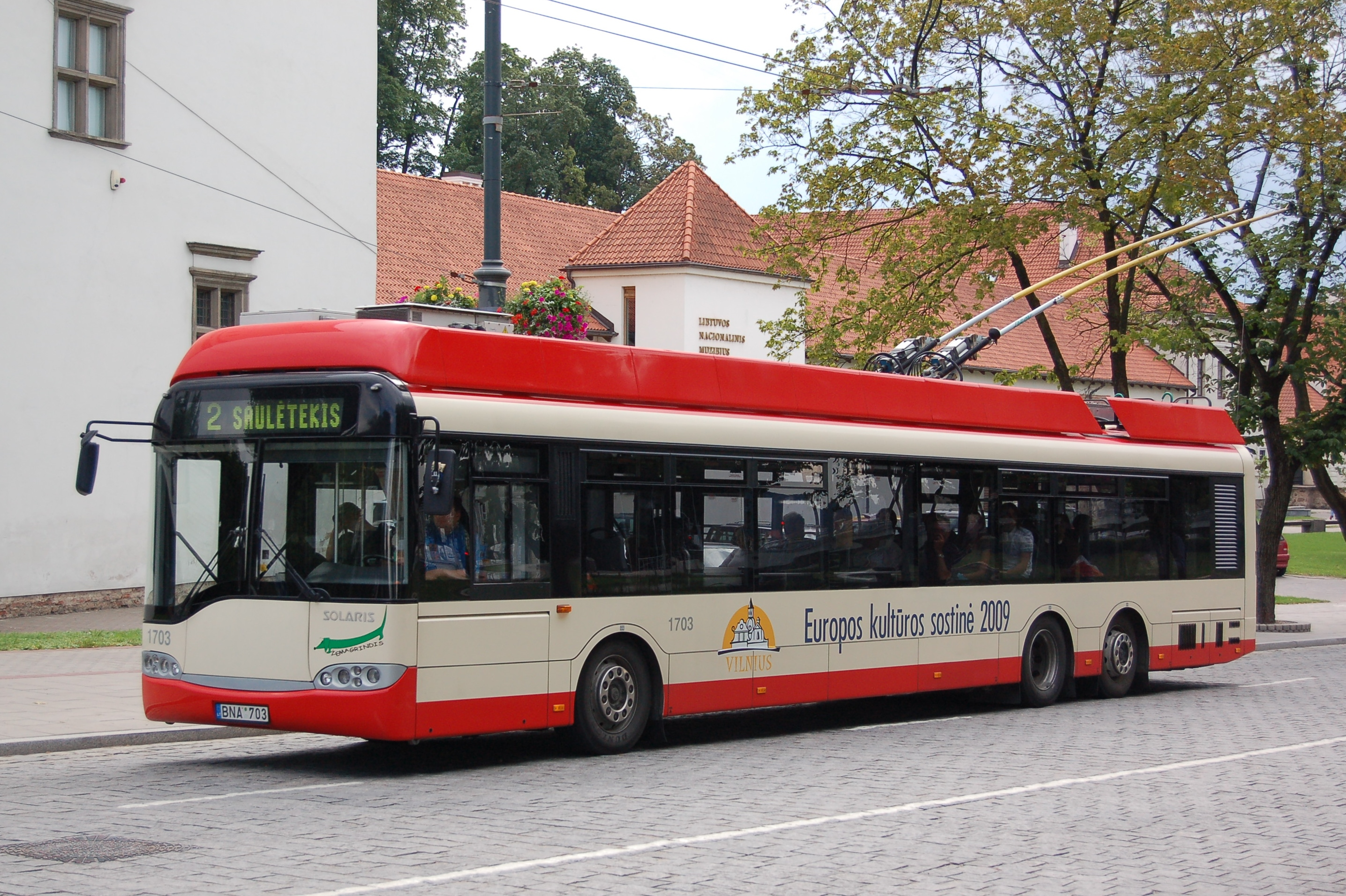
Trådbuss i Vilnius, år 2006

Vilnius är startplatsen för motorvägen Vilnius-Kaunas-Klaipėda som går genom Litauen och kopplar samman landets tre största städer. Motorvägen mellan Vilnius och Panevėžys är en gren av E67:an. Trots att floden Neris tillåter trafik, finns inga reguljära båtlinjer här. Vilnius internationella flygplats har de flesta av Litauens internationella flygningar till flera europeiska destinationer. Vilnius järnvägsstation är också ett viktigt nav för transporten i landet.
Vilnius har ett välutvecklat kollektivtrafiksystem. Det finns över sextio buss- och nitton trådbusslinjer i staden, och trådbussystemet är ett av Europas största. Över 250 bussar och 260 trådbussar transporterar omkring 500 000 passagerare varje vardag. Studenter, pensionärer, och funktionshindrade får en rabatt på upp till 80 % på biljettpriset. De första reguljära busslinjerna startades 1926 och den första trådbussen introducerades 1956.
Kollektivtrafiken domineras av nya låggolvsbussar från Volvo och Mercedes-Benz samt Solaristrådbussar. Detta är ett resultat efter ett stort arbete med kollektivtrafiken som påbörjades 2003 då den första Mercedes-Benzbussen köptes. 2004 skrevs ett kontrakt med Volvo om att de skulle leverera nittio nya 7700-bussar under de kommande tre åren. Tillsammans med det kommunala trafikbolaget finns också flera privata bussföretag. Priserna är ungefär desamma och ofta följer linjerna varandra.
Minibussar, som fungerar som delade taxibilar, går ofta snabbare än vanliga bussar, men kostar dock mer.
Det finns planer på att bygga ett snabbspårvägsystem i Vilnius men planerna för byggstart har skjutits upp på obestämd tid. Detta system skulle gå mellan flera områden i staden, mellan buss- och järnvägsstationerna och Vilnius internationella flygplats.

## Högre utbildning
I Vilnius finns flera institutioner för högre utbildning, bland andra Vilnius universitet (Vilniaus universitetas) och Mykolas Romeris universitet (Mykolo Romerio universitetas). Det senare domineras av juridik och andra samhällsvetenskapliga ämnen. 

## Vänorter
| - Akhisar, Turkiet - Aalborg, Danmark - Budapest, Ungern - Chicago, Illinois, USA - Duisburg, Tyskland - Erfurt, Tyskland | - Joensuu, Finland - Kiev, Ukraina - Sankt Petersburg, Ryssland - Kraków, Polen - Madison, Wisconsin, USA - Oslo, Norge | - Pavia, Italien - Pireus, Grekland - Salzburg, Österrike - Taipei, Taiwan - Warszawa, Polen - Tbilisi, Georgien |

## Sport
Stora matcher i bland annat basket spelas i den nybyggda Siemens Arena.
- Fotboll: FK Žalgiris Vilnius, Vilniaus Vytis och FK Vėtra (2003–2010).
- Basket: BC Lietuvos Rytas